# Estouffade à la Caraïbe
Pour plus de détails, voir Fiche technique et Distribution.
Estouffade à la Caraïbe, en italien Pagati per morire ou Avventurieri per una rivolta est un film italo-français, réalisé par Jacques Besnard et sorti en 1967.

## Synopsis
Sam Morgan, aventurier en villégiature, est enlevé par des partisans qui le contraignent à s'emparer de l'or d'un tyran d'Amérique du Sud pour financer leur révolution.

## Fiche technique
- Titre original français : Estouffade à la Caraïbe
- Titres italiens : Avventurieri per una rivolta ou Pagati per morire
- Réalisation : Jacques Besnard
- Assistant réalisateur : Michel Lang
- Scénario : Michel Lebrun, Pierre Foucaud d'après le roman d'Albert Conroy, The Looters
- Dialogues : Michel Lebrun
- Musique : Michel Magne
- Photographie : Marcel Grignon
- Cadreurs : Bernard Noisette et Georges Pastier, assistés de Robert Fraisse
- Son : René-Christian Forget
- Montage : Gilbert Natot
- Décors : Max Douy
- Costumes : Mireille Leydet
- Photographe de plateaux : Roger Corbeau
- Coordinateur des combats et des cascades : André Cagnard de l'équipe Claude Carliez
- Pays de production :  France,  Italie
- Langue de tournage : français
- Production : Paul Cadéac, André Hunebelle
- Sociétés de production : PAC (France), CMV Produzione Cinematografica (Italie)
- Société de distribution : Valoria Films
- Format : couleur (Eastmancolor) — 35 mm — 2.35:1 (Franscope) — son monophonique
- Genre : film d'aventure
- Durée : 100 minutes
- Date de sortie : * Date de sortie : Italie, le 12 juin 1967[2], France, le 9 août 1967

## Distribution
- Frederick Stafford : Sam Morgan
- Jean Seberg : Colleen O'Hara
- Serge Gainsbourg : Clyde
- Maria-Rosa Rodriguez : Estella
- Mario Pisu : Patrick O'Hara
- Paul Crauchet : Valdès